# Byron (Illinois)
Byron je grad u američkoj saveznoj državi Ilinois. Prema popisu stanovništva iz 2010. u njemu je živjelo 3.753 stanovnika.